# Wielkołucki
Wielkołucki – polski herb szlachecki z nobilitacji, odmiana herbu Jelita.

## Opis herbu
Opis z wykorzystaniem zasad blazonowania, zaproponowanych przez Alfreda Znamierowskiego:
W polu srebrnym trzy kopie czarne w gwiazdę, środkowa na opak w słup.
Klejnot: wieża drewniana gorejąca.
Labry czarne, podbite srebrem.

## Najwcześniejsze wzmianki
Nadany w 1580 Kacprowi Wielochowi z odmianą nazwiska na Wielkołucki, za męstwo w czasie oblężenia Wielkich Łuków. Herb powstał w wyniku adopcji do herbu Jelita.

## Herbowni
Ponieważ herb Wielkołucki był herbem własnym, prawo do posługiwania się nim przysługuje tylko jednemu rodowi herbownemu::
Wielkołucki (Wielołucki).